# Flytoget Type 78
Der Flytoget Type 78 ist ein Hochgeschwindigkeitszug des spanischen Herstellers Construcciones y Auxiliar de Ferrocarriles (CAF). Die Type 78 ist eine Variante des CAF Oaris, der für die norwegische Bahngesellschaft Flytoget AS gebaut wurde.

## Flytoget Type 78
Am 20. März 2015 bestellte Flytoget AS acht Vierwagenzüge dieses Typs. Die staatliche Eisenbahnbehörde Statens jernbanetilsyn (SJT) vergab dafür die Bezeichnung Type 78.
Die bauartbedingte Höchstgeschwindigkeit der Züge beträgt 245 km/h. Allerdings kann dieses Tempo erst gefahren werden, wenn die Erhöhung der Streckengeschwindigkeit von heute 210 km/h auf 250 km/h durch Jernbaneverket genehmigt ist. Mit den neuen Zügen soll die bisherige Taktfrequenz von zehn Minuten auf der Gardermobane vom Flughafen Oslo-Gardermoen bis Oslo über Oslo Sentralstasjon hinaus über die Drammenbane bis Lysaker erweitert werden.

## Technik
Ein Zug besteht aus zwei Endwagen mit einer Länge von jeweils 26,78 m sowie zwei Mittelwagen mit einer Länge von je 24,78 m.
Je ein Drehgestell pro Wagen wird durch zwei Asynchronmotoren mit einer Leistung von je 660 kW angetrieben. Die Triebzugvariante mit vier Wagen und acht Motoren verfügt über eine Antriebsleistung von insgesamt 5280 kW.
Die Züge werden die modernste Informationstechnologie und sowohl WLAN als auch Steckdosen haben. Der Zug verfügt über zwei Rollstuhlbereiche sowie ein WC für Personen mit eingeschränkter Mobilität. Zudem ist eine Rampe vorhanden, die diesen Fahrgästen den Zugang zum Zug ermöglicht.

## Betriebsstart
Die acht neuen Züge sollten bereits Anfang 2018 nach der Erweiterung des Flughafens in Gardermoen eingesetzt werden. Doch erst im Oktober 2018 wurde der erste Triebwagenzug auf dem Eisenbahnversuchsring Velim in Tschechien getestet.
Am 5. März 2019 wurde die erste Zugeinheit durch Flytoget der Öffentlichkeit vorgestellt.
Am 5. Juni 2021 ging der erste Zug in Betrieb. Bereits am 24. Juni wurden die Fahrzeuge wieder aus dem Betrieb abgezogen, nachdem ein Riss im Drehgestell eines Wagens festgestellt worden war. Im Januar 2022 teilte Flytoget mit, dass bei CAF ein modifiziertes Drehgestell mit verändertem Hauptquerträger erprobt werde. Bis zum Sommer 2022 gelang es CAF nicht, die Züge in einen betriebsfähigen Zustand zu versetzen oder einen verbindlichen Termin für die Inbetriebnahme anzugeben. Im Sommer 2022 teilte Flytoget mit, dass CAF die Verantwortung für den entdeckten Fehler übernommen habe und Flytoget alle zusätzlichen Kosten aufgrund des Fehlers und der Verzögerung erstatte.
Erst 2023 konnte Flytoget A/S die Züge übernehmen.